# Édouard-Raoul Brygoo

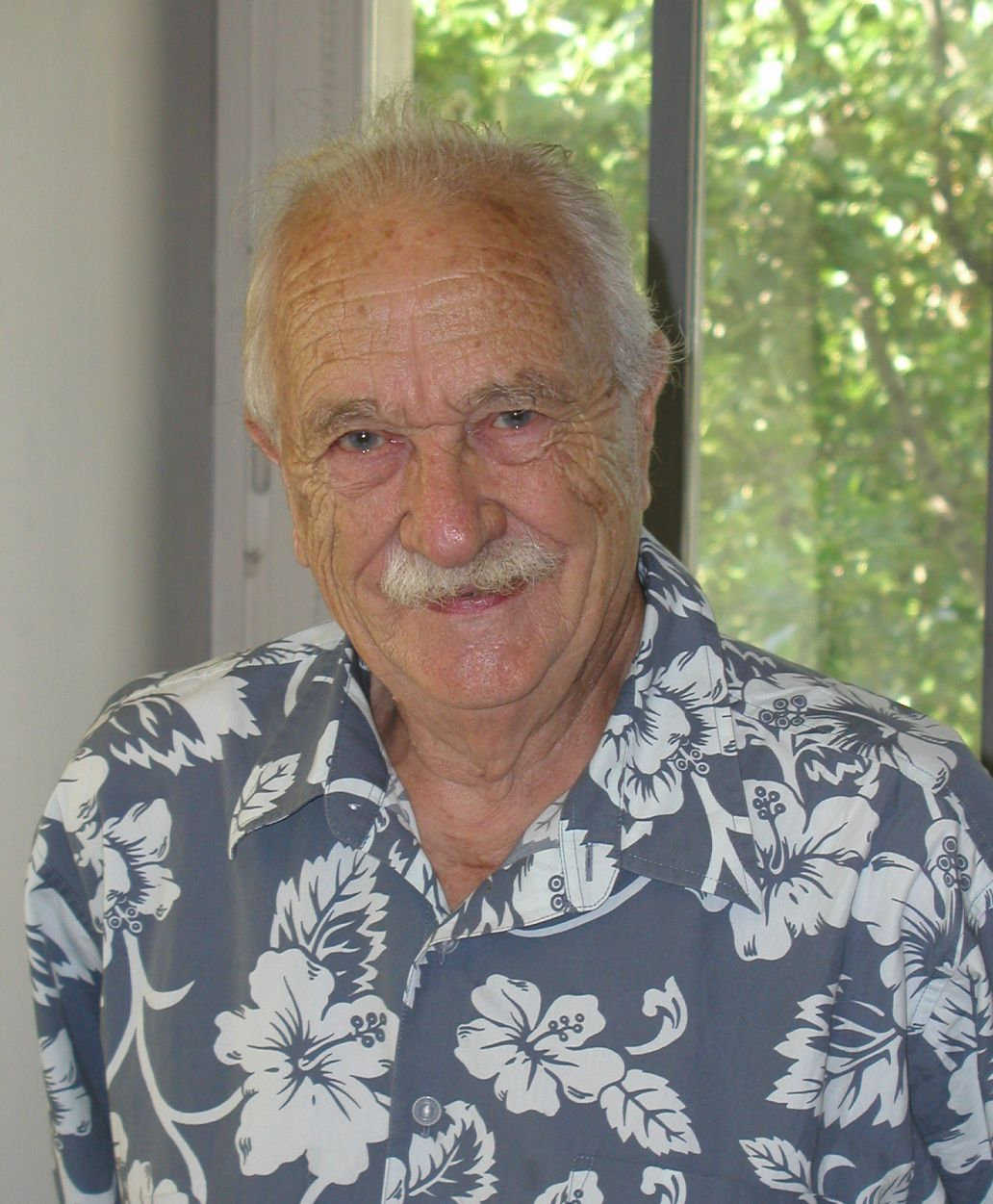
Édouard-Raoul Brygoo

Édouard-Raoul Brygoo (* 22. April 1920 in Lille; † 8. Februar 2016) war ein französischer Arzt und Biologe.

## Leben
Édouard-Raoul Brygoo wurde in Lille in Französisch-Flandern geboren. Seine Ausbildung genoss er im Sanitätsdienst der französischen Marine in Bordeaux, der heutigen École du service de santé des armées de Bordeaux. Hier wurde er 1946 mit einer Dissertation über „entomologische Bromatologie“ (ernährungswissenschaftliche Untersuchung über die Nutzung von Insekten als Lebensmittel) zum Dr. med. promoviert. 1949 erhielt er eine Praktikantenstelle am Institut Pasteur in Paris, wo er sich in den folgenden beiden Jahren mit anaeroben Bakterien beschäftigte. Im Jahre 1950 verließ er Frankreich und übernahm zunächst die Laboratoriumsleitung des Institutes Pasteur von Saigon in Vietnam. Von 1954 bis 1962 wurde er stellvertretender Direktor des Institutes Pasteur in Madagaskar, dessen Leitung er als Direktor von 1964 bis 1972 in der Hauptstadt Antananarivo innehatte. In seine Heimat zurückgekehrt, widmete er sich von 1975 bis 1977 den Überseeaufgaben des Institutes Pasteur in Paris als Assistent des stellvertretenden Direktors. Daneben wurde er zum Mitglied der Versammlung des Institutes Pasteur ernannt und stand 1974 als Offizier der Reserve im Rang eines Generalarztes. Seit 1977 war er als Professor der Zoologie am Muséum national d’histoire naturelle in Paris beschäftigt, wo er von 1978 bis 1989 als Kurator der Abteilung für Amphibien und Reptilien tätig war.

## Wissenschaftliche Leistungen
Neben seiner ärztlichen Tätigkeit für das Institut Pasteur in Madagaskar beschäftigte sich Brygoo in den 1950er Jahren mit der Parasitologie von Reptilien und anderen Kleintieren. Zusammen mit dem französischen Parasitologen Alain G. Chabaud veröffentlichte er einige Beiträge über Fadenwürmer. Auf dem Gebiet der Zoologie hatte er sich vordergründig einen Namen als Herpetologe gemacht. In den 1960er Jahren unternahm er zahlreiche Expeditionen mit den französischen Zoologen Charles P. Blanc und Charles Domergue. Sein größtes wissenschaftliches Interesse galt der Erforschung und systematischen Bestimmung der Chamäleons von Madagaskar. Zwanzig neue Chamäleonarten gingen aus seinen Erstbeschreibungen hervor. Zehn neue Arten von Stummelschwanzchamäleons der Gattung Brookesia konnte er mit seinen beiden Co-Autoren Blanc und Domergue bestimmen. Insgesamt gehen auf Édouard-Raoul Brygoo 24 neu entdeckte Reptilienarten zurück.

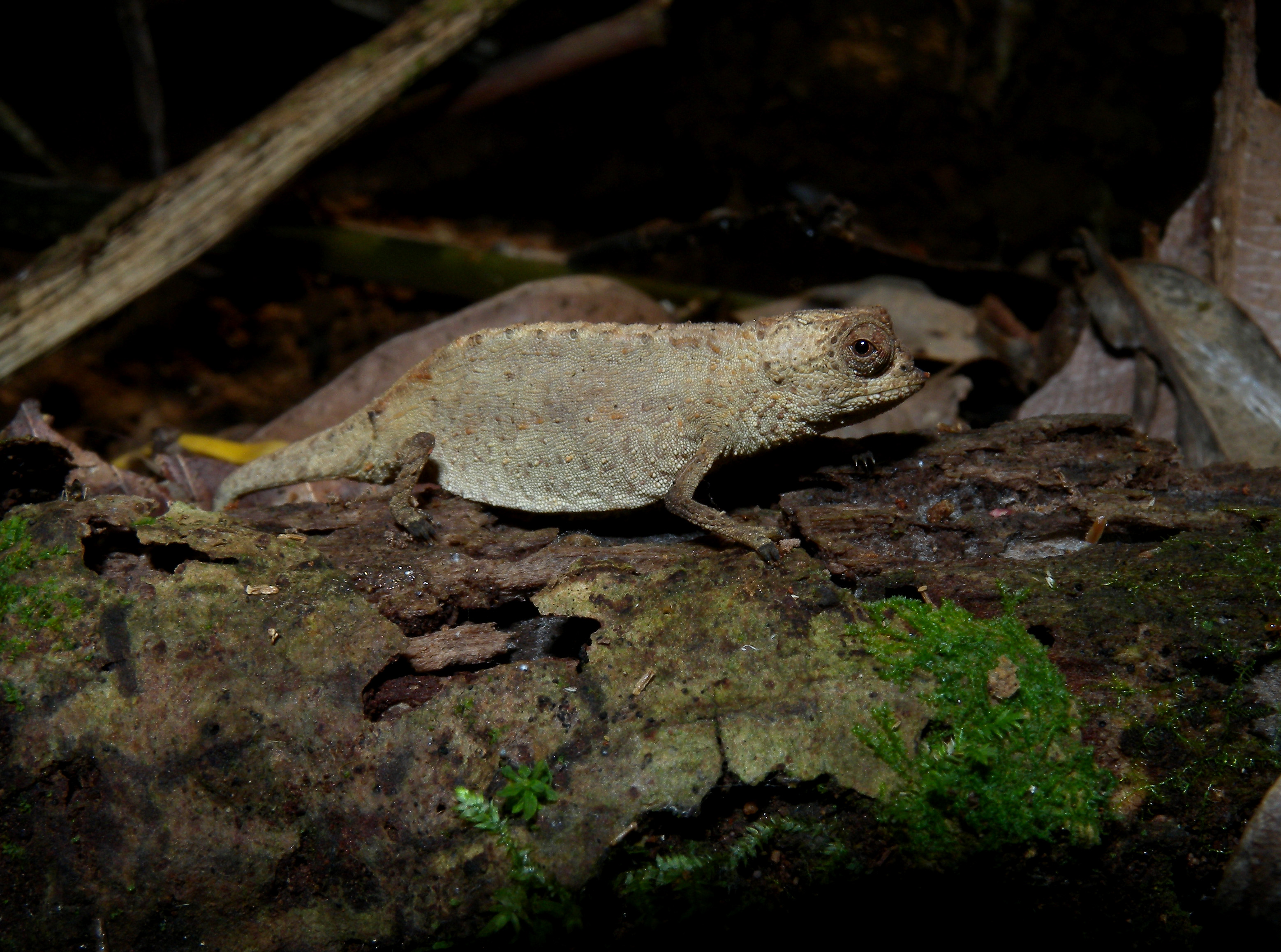
Das Stummelschwanzchamäleon Brookesia peyrierasi (Brygoo & Domergue, 1974)

## Beschriebene Taxa

### Chamäleons
- Brookesia vadoni (Brygoo & Domergue, 1968)
- Brookesia thieli (Brygoo & Domergue, 1969)
- Brookesia karchei (Brygoo, Blanc & Domergue, 1970)
- Brookesia lambertoni (Brygoo & Domergue, 1970)
- Brookesia therezieni (Brygoo & Domergue, 1970)
- Brookesia antoetrae (Brygoo & Domergue, 1970), synonym zu Brookesia thieli
- Brookesia peyrierrasi (Brygoo & Domergue, 1974)
- Brookesia betschi (Brygoo, Blanc & Domergue, 1974)
- Brookesia griveaudi (Brygoo, Blanc & Domergue, 1974)
- Calumma tsaratananense (Brygoo & Domergue, 1968)
- Calumma marojezense (Brygoo, Blanc & Domergue, 1970)
- Calumma andringitraense (Brygoo, Blanc & Domergue, 1972)
- Calumma capuroni (Brygoo, Blanc & Domergue, 1972)
- Calumma hilleniusi (Brygoo, Blanc & Domergue, 1973)
- Calumma peyrierasi (Brygoo, Blanc & Domergue, 1974)
- Calumma guillaumeti (Brygoo, Blanc & Domergue, 1974)
- Furcifer petteri (Brygoo & Domergue, 1966)
- Furcifer angeli (Brygoo & Domergue, 1968)
- Furcifer belalandaensis (Brygoo & Domergue, 1970)
- Furcifer tuzetae (Brygoo, Bourgat & Domergue, 1972)
- Palleon nasus pauliani (Brygoo, Blanc & Domergue, 1972)

### Skinke
- Amphiglossus alluaudi (Brygoo, 1981)
- Amphiglossus tsaratananensis (Brygoo, 1981)
- Melanoseps loveridgei Brygoo &  Roux-Estève, 1982

### Schildechsen
- Zonosaurus haraldmeieri Brygoo & Böhme, 1985

## Dedikationsnamen
- Brygoos Erdchamäleon Brookesia brygooi (Raxworthy & Nussbaum, 1995)
- Brygoos Spinnenschildkröte Pyxis arachnoides brygooi (Vuillemin & Domergue, 1972)
- Brygoos Schildechse Zonosaurus brygooi (Lang & Böhme, 1990)
- Gattung natternartiger Schlangen Brygophis Domergue & Bour, 1989
- Floh Ctenocephalides brygooi Beaucournu, 1975
- Tierläuse Columbicola brygooi Tendeiro, 1967
- Apicomplexa Plasmodium brygooi Telford & Landau, 1987
- Kokzidien Caryospora brygooi Upton, Freed, Burdick & McAllister, 1990

## Schriften
- Reptiles Sauriens Chamaeleonidae. Genre Chamaeleo. Faune de Madagascar, Band 33, ORSTOM, Paris 1971: 318 S.
- Reptiles Sauriens Chamaeleonidae. Genre Brookesia et complément pour le genre Chamaeleo. Faune de Madagascar, Band 47, ORSTOM, Paris 1978: 173 S.
- Les types de lacertidés (Reptiles, Sauriens) du Muséum national d'histoire naturelle. Bulletin du Muséum national d’histoire naturelle, Section A, Zoologie, biologie et écologie animales, 4e sér., t. 10, no. 1, Paris 1988: 71 S.
- (mit Charles Domergue) Les Caméléons à rostre impair et rigide de l'ouest de Madagascar. Mémoires du Muséum national d’histoire naturelle. Nouvelle série, Série A: Zoologie, Band 52, Paris 1968: 110 S.
- (mit Philippe Jaussaud) Du Jardin au Muséum en 516 biographies. Archives du Muséum, Paris 2004: 630 S.